# Brzeźnica (Lubusz)
Brzeźnica (in tedesco Briesnitz) è un comune rurale polacco del distretto di Żagań, nel voivodato di Lubusz.
Ricopre una superficie di 122,23 km² e nel 2004 contava 3 777 abitanti.